# Diceromyia
Diceromyia (лат.) — род насекомых из трибы Aedini семейства кровососущих комаров (Culicidae). Иногда рассматривается как подрод в составе рода Aedes. Афротропика.

## Описание
Вертекс с широкими прилегающими бледными чешуйками; максиллярные щупкии равны хоботку. 
Самки некоторых видов кусают людей на уровне земли и в пологе леса или чуть ниже его, главным образом в ночное время. Незрелые стадии встречаются в основном в полостях деревьев, иногда в искусственных контейнерах и редко в пазухах растений.
Diceromyia furcifer и/или Di. taylori  участвуют в передаче вируса желтой лихорадки от обезьян к человеку в Гамбии (Germain et al., 1980). Они являются переносчиками вирусов Chikungunya и Dengue типа 2 в Сенегале (Diallo et al., 2003); они были повинны в распространении вируса желтой лихорадки в Буркина-Фасо, Мали и Судане и вируса чикунгунья в Зимбабве и Южной Африке; и известно, что они содержат вирусы Zika, Bouboui и Bunyamwera в Сенегале и вируса типа Dengue 2 в Кот-д'Ивуаре (Jupp, 1996). Тем не менее, вид, ранее идентифицированный как taylori  в восточной части Африки (Уганда, Кения и Танзания) и в Южной Африке (Наталь), относится к  Di. cordellieri; следовательно, идентичность видов, связанных с арбовирусами в Судане, Зимбабве и Южной Африке, требует подтверждения (Huang, 1986).

## Систематика
Род Diceromyia рассматривается как таксон сестринский к роду Ayurakitia (Aedini) по данным Reinert et al. (2009) и Wilkerson et al. (2015).
Род Ayurakitia включают в трибу Aedini подсемейства Culicinae.
Выделяют 8 видов:
- Diceromyia adersi (Edwards, 1917)
- Diceromyia bananea (Wolfs, 1958)
- Diceromyia cordellieri (Huang, 1986)
- Diceromyia fascipalpis (Edwards, 1912)
- Diceromyia flavicollis (Edwards, 1928)
- Diceromyia furcifer (Edwards, 1913)
- Diceromyia mefouensis (Ferrara, 1974)
- Diceromyia taylori (Edwards, 1936)